# Le Girouard
 Le Girouard  es una población y comuna francesa, en la región de Países del Loira, departamento de Vendée, en el distrito de Les Sables-d'Olonne y cantón de La Mothe-Achard.

## Demografía
| 779 | 749 | 616 | 489 | 466 | 533 |
| Para los censos de 1962 a 1999 la población legal corresponde a la población sin duplicidades (Fuente: INSEE [Consultar]) |     |     |     |     |     |